# توماس امسون لودينغتون
توماس امسون لودينغتون (بالإنجليزية: Thomas Lamson Ludington)‏ (و. 1953 – م)هو محامي، وقاضي من الولايات المتحدة الأمريكية .